# Veltheim am Fallstein
Veltheim am Fallstein ist ein Ortsteil der Stadt Osterwieck im Landkreis Harz in Sachsen-Anhalt und liegt zwischen dem Großen Fallstein und dem Großen Bruch.

## Einwohnerentwicklung
- 1800: 0790 Einwohner
- 1830: 0900 Einwohner
- 1851: 1039 Einwohner
- 1880: 1135 Einwohner
- 1926: 0880 Einwohner[1]
- 1966: 0700 Einwohner[2]
- 1993: 0500 Einwohner
- 2010: 0460 Einwohner[3]

## Geschichte

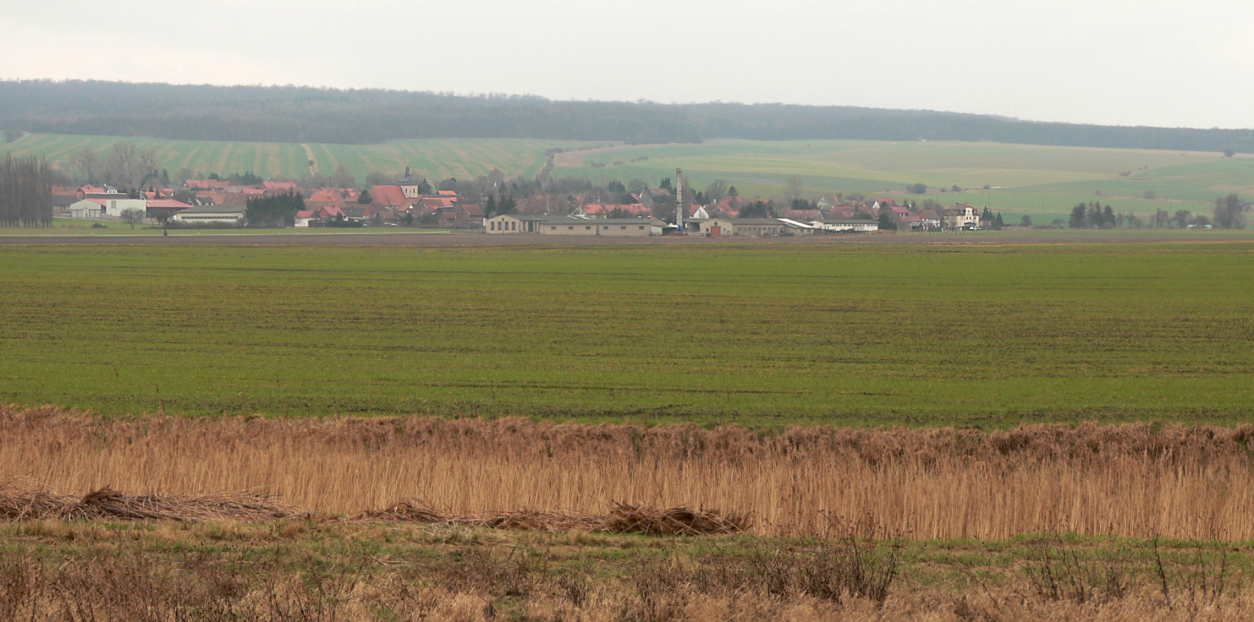
Blick über das Große Bruch vom Hessendamm auf Veltheim, dahinter der Große Fallstein

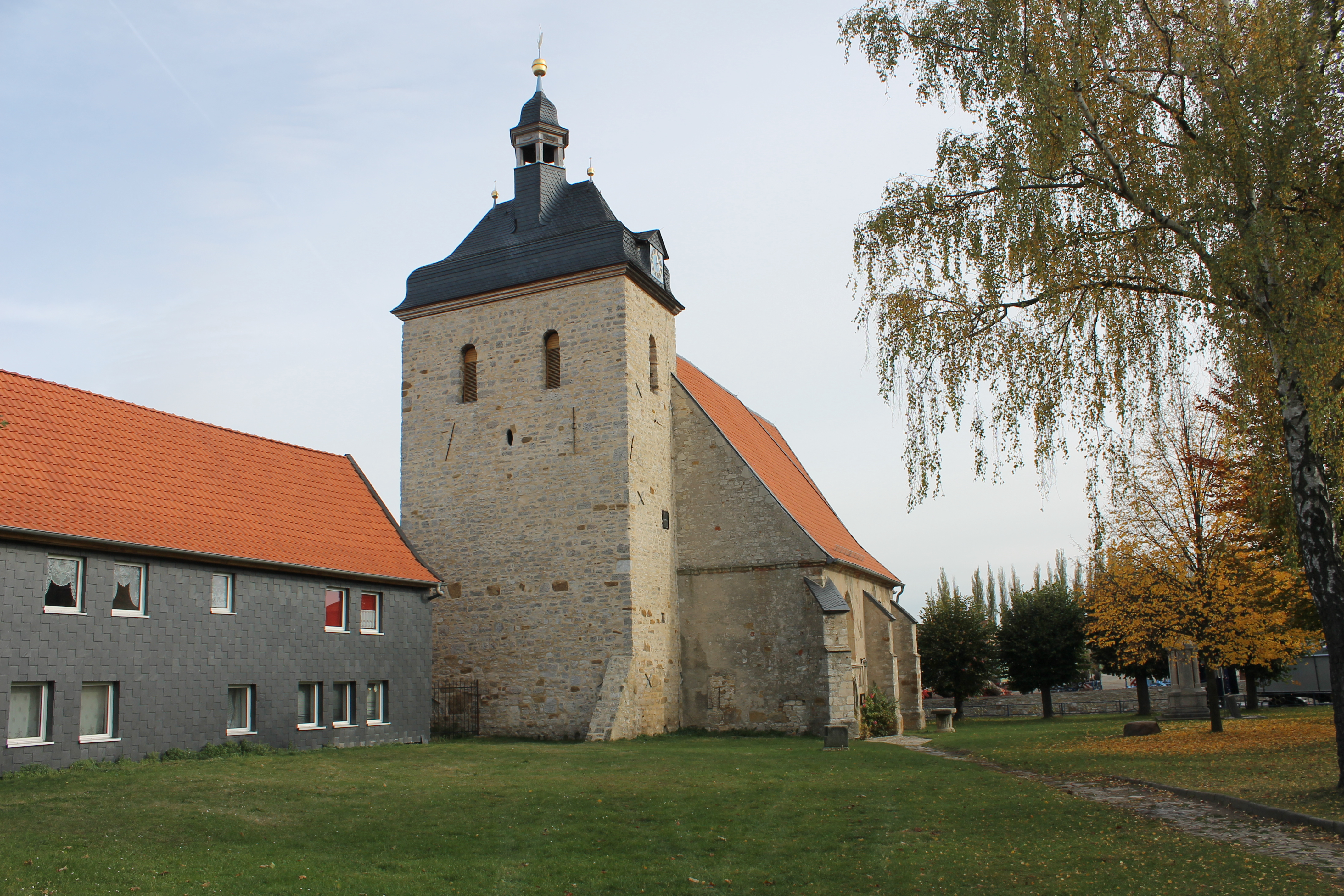
Kirche St. Johannis mit Wehrturm

Veltheim ist ein typisches Haufendorf. Der Ortsname (auch Velten, Velthem, Veltum) deutet auf einen fränkischen Ursprung aus dem 7. bis 8. Jahrhundert hin. Das Gebiet Veltheims gehörte innerhalb des Stammesherzogtums Sachsen (Ostfalen) bis 814 zum Nordthüringgau und kam nach der durch den Fundationsbrief Kaiser Ludwigs des Frommen vom Jahre 814 veränderten Gaueinteilung zum Derlingau. Am 23. April 966 erfolgte zu Quedlinburg durch Otto I. die erste urkundliche Erwähnung des Ortes anlässlich einer Schenkung einer Vielzahl von Gütern des Derlingaues und des Nordthüringgaues an den vermutlichen Magdeburger Burggrafen Mamaco.
Veltheim am Fallstein war der Stammsitz der Edlen von Veltheim, Grafen von Osterburg und Altenhausen. Einige Familienmitglieder der von Veltheim waren engste Vertraute und Gefolgsleute des Askaniers Albrecht der Bär (Werner III. von Veltheim war zudem Albrechts Schwager). Vor dem Hintergrund der von Albrecht dem Bären forcierten feudalen Ostexpansion – das Gebiet der Nordmark (Mark Brandenburg) betreffend – wurden etwa um 1180 Veltheimer Bauern in das Havelland umgesiedelt und dort der Ort Velten gegründet.
Veltheim war Standort einer nicht mehr erhaltenen Burganlage. Sie befand sich im südlichen Teil des Dorfes und ist etwa auf das 11. bis 13. Jahrhundert zu datieren. Die zum oberen (südlichen) Teil des Dorfes führende Burgstraße sowie die unter Veltheimer Einwohnern gebräuchliche Bezeichnung auf der Burg (ostfälisch: op de Borch) für diesen Teil des Ortes deuten noch auf diese Befestigungsanlage hin. Am östlichen Rand des Dorfes – unterhalb der Burg – befand sich ein als Turmhof bezeichneter Adelshof. (1402: „der Hof worin der steinerne Turm steht, auch torbehove genannt“) 1232 verzichtete Siegfried von Osterburg aus der Familie derer von Veltheim zugunsten seines Lehnsherrn auf die Kirchen in Veltheim und Osterode am Fallstein und den Zehnt in zwei umliegenden Dörfern. Im Jahre 1289 verkaufte dann Graf Heinrich von Blankenburg den Turmhof an den Deutschen Orden.
Durch die Ortsmitte Veltheims führt ein frühmittelalterlicher Deitweg, welcher auch an dem Straßennamen Deitweg erkennbar ist (früherer Straßenname: Tiefweg). Diese Altstraße bildete einst die Verbindung zwischen dem Bischofssitz Halberstadt und der nur 10 km von Veltheim entfernt liegenden Königspfalz Werla bei Hornburg/ Schladen und ist westlich von Veltheim (Richtung Hornburg) noch als Feldweg erhalten.
Durch Zusammenlegung des Turmhofes mit dem nördlich unmittelbar angrenzenden sogenannten Hagemann’schen Ackerhof im Jahre 1781 entstand der Wohn- und Wirtschaftshof des Rittergutes in seiner heutigen Form. Auf dem Areal des Turmhofes wurde 1784 das Herrenhaus errichtet. Der sich nach Süden hin anschließende Park (Amtsgarten) ist ebenfalls Bestandteil des Rittergutes. Um 1400 entstand das am Nordausgang des heutigen Dorfes gelegene Neudorf, das sogenannte Regendörp. Zu etwa dieser Zeit wurden die umliegenden Dörfer Linden (südöstlich von Veltheim) Bodingerode (südlich von Veltheim) und Steinen (oder Steinum – heute Steinmühle, westlich von Veltheim) aufgegeben. Das zweischiffige Langhaus der in der Dorfmitte befindlichen Kirche St. Johannis entstand 1569. Der Kirchturm dagegen ist deutlich älter und romanischen Ursprungs.
In Folge des Dreißigjährigen Krieges kam Veltheim 1648, zum Bistum Halberstadt gehörend, bei dessen Säkularisation zu Brandenburg-Preußen. Auf Geheiß Friedrich Wilhelms, dem Großen Kurfürsten erfolgte dann die Ansiedelung holländischer Bauern, weiterhin die Beschaffung holländischen Milchviehs, sowie Maßnahmen zur Trockenlegung des Großen Bruches. Am 5. April 1722 vernichtete ein Brand 78 Gehöfte – drei Viertel des Dorfes. Die betroffenen Höfe wurden daraufhin auf denselben Stellen wiedererrichtet. Die Ausdehnung des Dorfes nach Süden (vormalige Burg) und Westen durch Errichtung von Brinksitzer- und Anbauerhöfen erfolgte ab etwa 1700. Während der napoleonischen Besatzung gehörte Veltheim zum Departement der Saale des Königreiches Westphalen (1807–1813) und ging anschließend wieder zurück an Preußen.
Im ausgehenden 19. und beginnenden 20. Jahrhundert war die Landwirtschaft Veltheims stark vom Zuckerrübenanbau geprägt. So gab es mehrere Zuckerfabriken in der unmittelbaren Umgebung (seit 1864 die Aktienzuckerfabrik Hessen, sowie weitere Fabriken in Hessendamm, Mattierzoll).
Von 1832 bis 1849 war Veltheim Standort der Station Nr. 20 der Preußischen optischen Telegrafenlinie, einem Kommunikationssystem zwischen Berlin und der Rheinprovinz.
Veltheim lag im unmittelbaren Grenzgebiet der deutsch-deutschen Grenze und war zwischen 1961 und der Grenzöffnung nur mit Sondergenehmigung zu erreichen. Eine Kompanie der Grenztruppen war zu jener Zeit im südlichen Teil des Dorfes stationiert. Der Betrieb der Bahnstrecke Heudeber–Mattierzoll, über die Veltheim seit 1898 erreichbar war, erfolgte ab 1961 nur noch bis Hessen und wurde 1969 ganz eingestellt.
Die Gemeinde Veltheim am Fallstein gehörte der Verwaltungsgemeinschaft Aue-Fallstein an. Durch den freiwilligen Zusammenschluss der sieben Mitgliedsgemeinden dieser Verwaltungsgemeinschaft zur neuen Einheitsgemeinde Aue-Fallstein am 11. September 2003 verlor Veltheim seine politische Selbstständigkeit. Am 1. Januar 2010 fusionierte Aue-Fallstein mit den anderen Gemeinden der Verwaltungsgemeinschaft Osterwieck-Fallstein, der es später angehörte, zur neuen Stadt Osterwieck.

## Wappen
Das Wappen wurde am 18. November 1938 durch den Oberpräsidenten der preußischen Provinz Sachsen verliehen.
Blasonierung: „In Rot zwei silberne Schrägrechtsbalken, belegt mit je drei roten sechsstrahligen Sternen.“
Das Wappen wurde von dem Magdeburger Staatsarchivrat Otto Korn gestaltet.